# L'Autre Don Juan
L'Autre Don Juan est une pièce de théâtre d'Eduardo Manet, d'après Les murs ont des oreilles de Juan Ruiz de Alarcon, créée en mars 1976 par le Théâtre du Bilboquet dans une mise en scène de Patrice Fay.

## Résumé
Adaptation très libre de la pièce de Juan Ruiz de Alarcon, l'intrigue fait la part belle au théâtre dans le théâtre (la mise en abyme), multipliant les retours en arrière, les anachronismes et une grande joyeuseté.

## Distribution
- Patrice Fay
- Patrick Chanot
- Bernard Dussol
- Gisèle Gamory
- Dominique Bour
- Jean-Pierre Bazard
- Évelyne Morel-Brochet